# Sabacon siskiyou
Sabacon siskiyou is een hooiwagen uit de familie Sabaconidae.